# اکسپو ۲۰۰۵

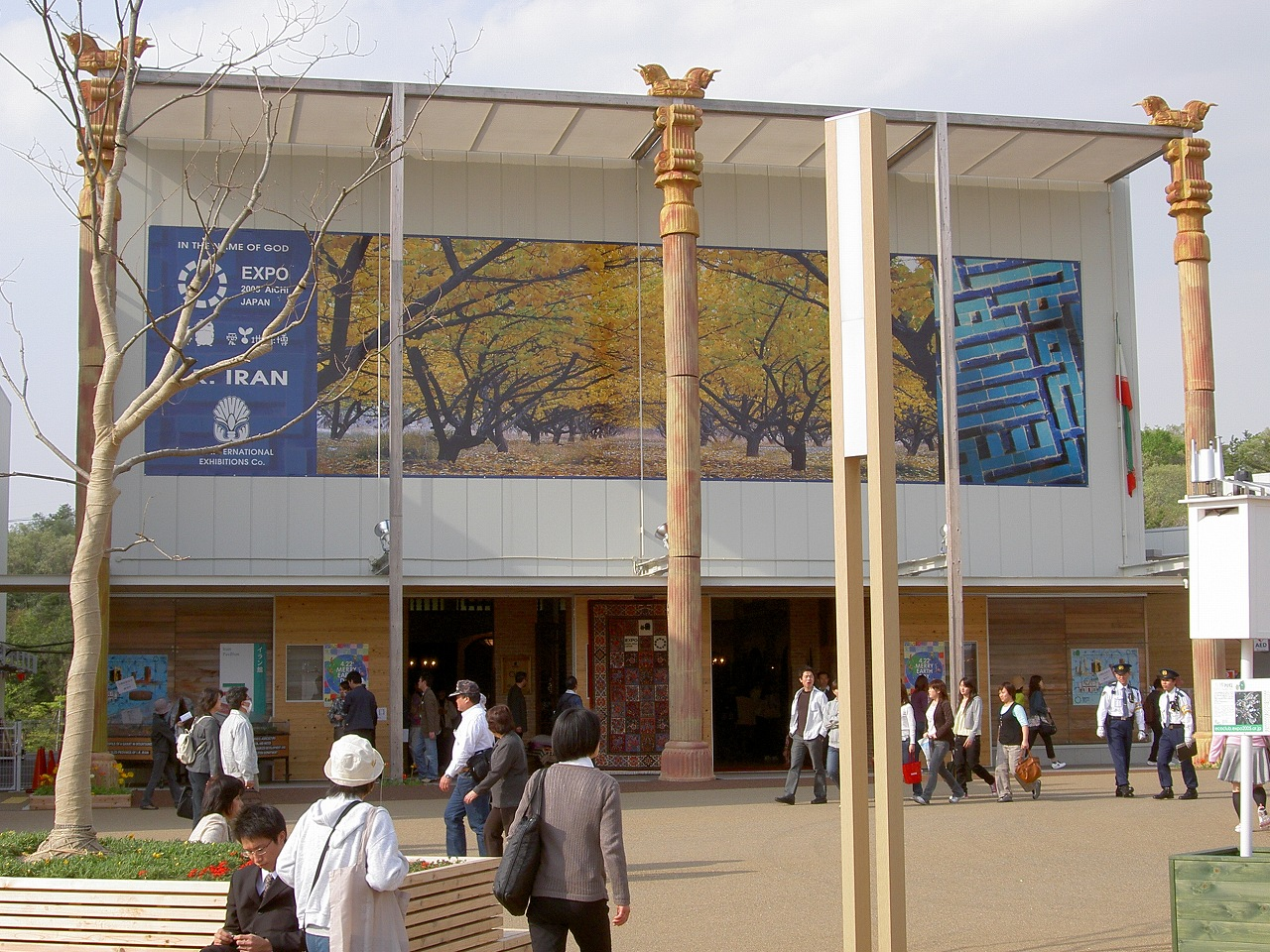
غرفهٔ ایران در اکسپو ۲۰۰۵.

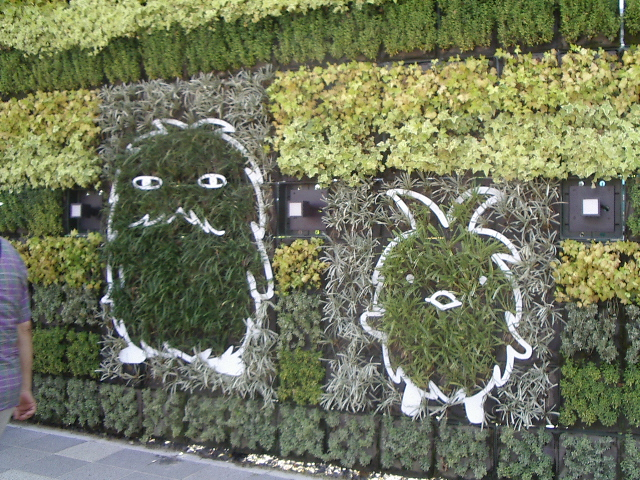
نقش موریزو و کیکورو، شگون‌نماهای اکسپو ۲۰۰۵ٔ بر روی دیوار گل.

اکسپو ۲۰۰۵ (به ژاپنی: ۲۰۰۵年日本國際博覽會، به انگلیسی: Expo 2005) نمایشگاه جهانی سال ۲۰۰۵ بود که در استان آیچی ژاپن در شرق شهر ناگویا برگزار شد.
این نمایشگاه از ۲۵ مارس تا ۲۵ سپتامبر ۲۰۰۵ به مدت ۱۸۵ روز ادامه داشت. اکسپو ۲۰۰۵ دومین نمایشگاه جهانی در ژاپن بود.
نمایش ربات انسان‌نمای آسیمو نیز از دیدنی‌های این نمایشگاه بود.